# New Boyz
I New Boyz sono un duo hip hop, composto da Ben J (Earl Benjamin) e Legacy (Dominic Thomas), entrambi provenienti da Hesperia, California.

## Carriera
Conosciutisi durante le scuole superiori "Ben J" e "Legacy" iniziarono ad esibirsi con il nome Swagger Boyz nel 2008, e crearono una pagina MySpace per promuovere il loro singolo Colorz, autoprodotto. Nell'estate del 2009, il duo cambia nome in New Boyz e debuttano ufficialmente con il singolo You're a Jerk, basato sullo stile hip hop Jerkin'. L'album di debutto del duo Skinny Jeanz & a Mic viene pubblicato nel settembre 2009. ed entra nella top ten degli album rap più venduti secondo la classifica della rivista Billboard. Il secondo singolo pubblicato, intitolato Tie Me Down, figura la partecipazione del cantante R&B Ray J.
poi Hanno  registrato una nuova versione del secondo singolo del gruppo statunitense The Stunners intitolato Dancin' Around The Truth. Verso gli inizi del 2011 è uscito il loro nuovo singolo Beakseat.

## Discografia

### Album
- 2009 - Skinny Jeanz & a Mic
- 2011 - Too Cool to Care

### Singoli
- 2009 - You're a Jerk
- 2009 - Tie Me Down (feat. Ray J)
- 2010 - Break My Bank (feat. Iyaz)
- 2011 - Backseat (feat. The Cataracs & Dev)
- 2011 - Better with the Lights Off (feat. Chris Brown)